# 奥希阿纳 (歌手)

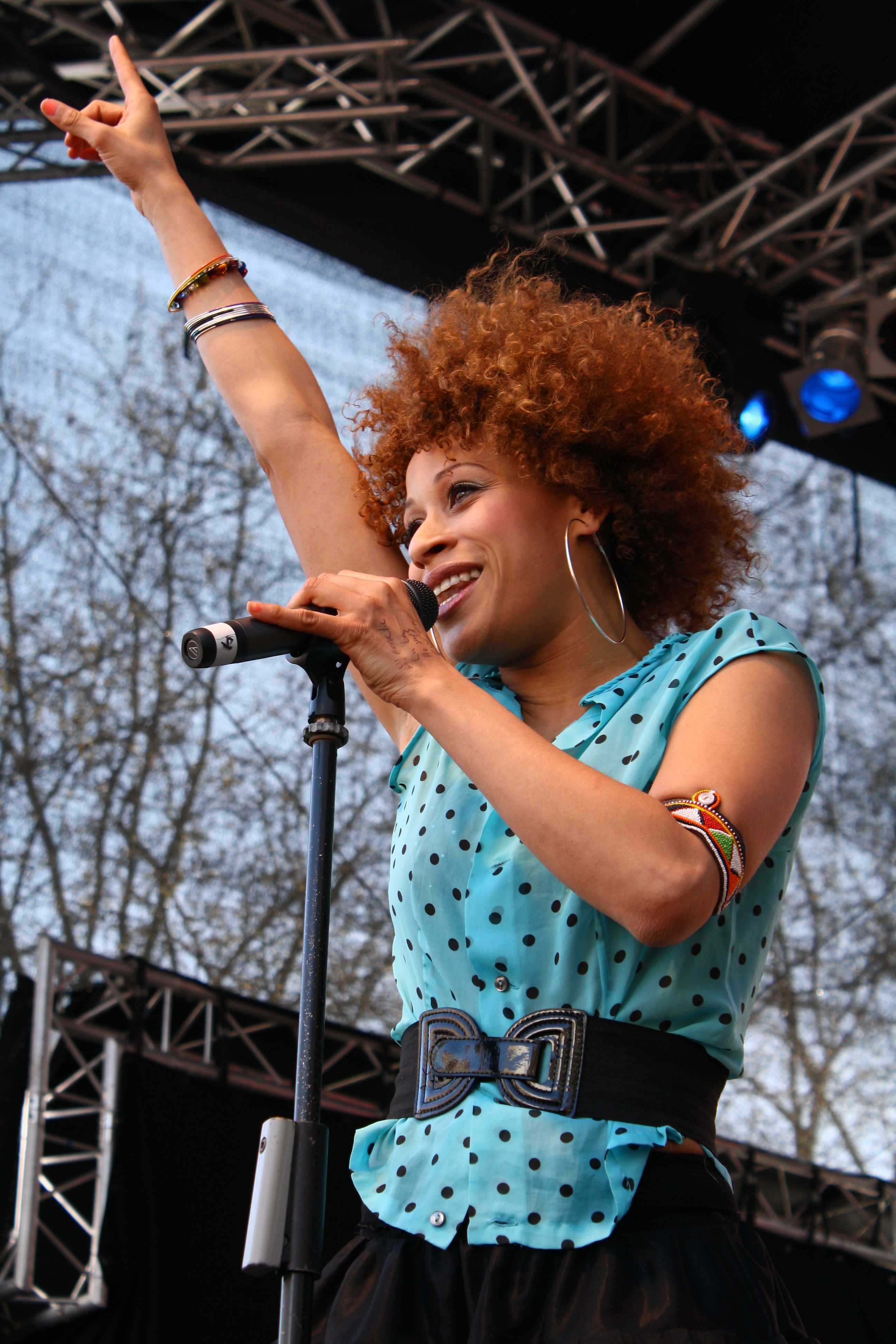
奥希阿纳在汉堡电台的音乐会上

奥希阿纳·马尔曼（Oceana Mahlmann，1982年1月23日—）是一名德国灵魂乐歌手。

## 生涯
奥希阿纳的母亲是德国人，但是住在巴黎，是一名服装设计师。她的父亲是一名来自馬提尼克的音乐家和唱片骑师。她的父亲往往长期离家参加巡回演出，而她的母亲也经常搬家，因此她在法国和在德国汉堡附近她的外祖父母家里长大。她的外祖父母均是在德国有名的艺术家。她小的时候受到良好的音乐教育，其中包括芭蕾舞和歌唱培训以及登台表演。马修·帕克是她家庭的朋友，后来鼓励她开始独唱生涯。奥希阿纳追随她父亲的榜样，在16岁时就离家开始作为歌手巡回演出。
在德国她曾经担任的背景歌手。此外她还编排舞蹈，比如编排了的一个巡回演出的舞蹈和肥面包乐队的一个录像的舞蹈。
2008年她开始了自己的音乐生涯。在流行音乐展上她首次赢得公众注意。她的第一张唱片是在纽约和汉堡录制的。2009年她伴随猴子军团乐团参加了该乐团巡回演出中的七场演出。3月她的首张单曲出版并立刻进入排榜。
奥希阿纳的音乐结合了灵魂乐、雷鬼音樂、嘻哈音樂和放克。
2009年8月22日她在波兰最大的国际音乐节索柏演唱会上获得听众奖。
2012年，她演唱2012年歐洲國家盃主題曲Endless Summer。